# Chromodoris grahami
Chromodoris grahami is een slakkensoort uit de familie van de Chromodorididae. De wetenschappelijke naam van de soort is voor het eerst geldig gepubliceerd in 1980 door T. E. Thompson.